# 明野村
明野村（あけのむら）は、山梨県北西部の北巨摩郡にあった村。
2004年（平成16年）11月1日に明野村を含めた北巨摩郡7町村が合併、北杜市となった。

## 地理
茅ヶ岳山麓に位置し、西には釜無川支流の塩川が流れる。集落は標高400mの山麓西南斜面に展開し、浅尾原など未開発の原野も広がる。

## 歴史

### 先史・古代
八ヶ岳山麓では湧水地が多く、旧石器時代から縄文時代の遺跡が数多く分布するが、一方の明野村が立地する茅ヶ岳山麓は水利に乏しく、遺跡数は少ない。それでも縄文草創期の神取遺跡のほか、縄文中後期の土器が出土している。弥生時代・古墳時代の遺跡も少なく大規模な古墳も見られないが、古墳時代末期の小規模な円墳がわずかに分布している。
古代の律令制下では巨麻郡の北部地域にあたり、村域は逸見郷や余戸郷などに比定されている。また、茅ヶ岳南麓には平安時代に朝廷への貢馬を行った御牧が成立し、牧経営に関係する計画的に開発された集落遺跡なども分布している。村域には10世紀代に成立した小笠原牧が所在したと考えられており、同時代の遺跡として下大内遺跡や深山田遺跡などが分布している。北組には『延喜式』に記される式内社と伝わる宇波刀神社が鎮座し、貞観8年（864年）の年記を持つ石鳥居が残されている。

### 中世・近世
平安時代後期には甲斐源氏の一族が進出し、村域には小笠原氏の足跡が見られる。茅ヶ岳山麓に所在した穂坂牧は小笠原長清により私牧化されたする説があり、厚芝には長清の館跡や、牧に関わる「馬検場」の遺称が見られる。なお、小笠原氏の本拠に関しては南アルプス市小笠原の原小笠原荘とする説もある。小笠原氏は鎌倉幕府の御家人となる。
小笠原付近に所在した小笠原牧は平安時代には朝廷に貢馬を行い冷泉院領となり、建長5年（1253年）以降には近衛家領となった。『吾妻鏡』によれば、建暦元年（1211年）には小笠原牧の牧士と奉行人・三浦義村が対立し、義村が奉行を解任される事件が起きている。南北朝時代には、村域から韮崎市穂坂町にかけて所在した山小笠原荘の存在が見られ、小笠原牧の後身とされる。
戦国時代には神取郷や三蔵郷の存在が見られ、天正10年（1582年）3月の武田氏の滅亡後に三蔵郷は武田遺臣の日向玄徳斎（虎頭）が領している。また、村域を含む北巨摩郡一帯は板碑が濃密に分布する地域として知られ、村域では普門寺跡遺跡から出土した大永5年（1525年）の年記を持つ板碑の存在が知られる。
近世には浅尾堰・穂坂堰・楯無堰などの用水堰が作られ、江草村（北杜市須玉町）から穂坂台地を貫流させる浅尾堰の開削により新田開発が行われ浅尾新田が成立する。穂坂堰や楯無堰の開発により茅ヶ岳山麓方面の開発も進む。

### 近現代
近世・近代の生業は畑地が多いため、米・麦・大豆・小豆・そばなどの雑穀や野菜の栽培、養蚕が中心であった。近代には養蚕の占める割合が高くなる。わずかに和紙の生産も行われていた。近代には茅ヶ岳山麓の開墾も行われ、明治40年代から戦後にかけて、新開・東光・神農の三集落が新たに成立する。
戦後には都市近郊として野菜や果樹の栽培、酪農が行われるようになり、茅ヶ岳や金ヶ岳をハイキングコースとして観光にも力を入れている。1977年（昭和52年）には東光に東京大学宇宙線研究所明野観測所が開設される。
また、浅尾地区に建設予定の産業廃棄物最終処分場を巡る問題が存在し、北杜市へ持ち越された。

### 隣接していた自治体
- 中巨摩郡敷島町（2004年9月⇒甲斐市）
- 韮崎市
- 北巨摩郡須玉町

### 沿革
- 1955年（昭和30年）3月1日 - 上手村・朝神村・小笠原村が合併して発足。
- 2004年（平成16年）11月1日 - 須玉町・高根町・長坂町・白州町・大泉村・武川村と合併して北杜市が発足。同日明野村廃止。

## 地域

### 教育
- 明野村立明野中学校
- 明野村立明野小学校

## 交通

### 道路

#### 高速道路
- 中央自動車道
明野バスストップ
須玉インターチェンジ

#### 都道府県道
- 山梨県道23号韮崎増富線（増富ラジウムライン）

#### 農道など
- 茅ヶ岳広域農道

## 姉妹都市
- 静岡県磐田郡浅羽町（現、袋井市）
  - 1987年（昭和62年）3月提携

## 名所・旧跡・観光スポット・祭事・催事
- 明野ふるさと太陽館
  - 毎年20万本以上のひまわりが咲くことで有名。ちなみに日照時間は日本一。
- 家族健康旅行村明野ふれあいの里
- 山梨県フラワーセンター・ハイジの村
- 小笠原長生寺
- 馬検所跡
- 紀貫之「都まで　なつけてひくは　小笠原　辺見や御牧の　駒にやあらん」の歌碑
- 明野サンフラワーフェス
- 浅尾ダイコン祭り

## 出身有名人
- 相田隆太郎 - 農民文学者・評論家
- 永峰秀樹 - 浅尾新田出身。英文学者、翻訳家